# Crystal King
Crystal King (クリスタルキング, Kurisutaru Kingu) é uma banda japonesa de pop rock e kayōkyoku.

## História
Crystal King originalmente consistia dos vocalistas Monsieur Yoshisaki (ムッシュ吉崎, Musshu Yoshisaki)  e Masayuki Tanaka, o guitarrista Michio Yamashita (山下 三智夫, Yamashita Michio) , o pianista Kimiharu Namakura (中村 公晴, Nakamura Kimiharu) , o tecladista Hiromi Imakiire (今給黎 博美, Imakiire Hiromi) , o baterista Ken Kanefuku (金福 健, Kanefuku Ken)  e o baixista Hidetoshi Nomoto (野元 英俊, Nomoto Hidetoshi). A banda viu seu primeiro sucesso comercial no final de 1979 com o single de estreia "Daitokai", que vendeu 1,5 milhão de cópias, vencendo dois festivais de música popular (18º Yamaha Popular Song Contest e 10º Festival Mundial da Canção Popular em Tóquio). Outros singles de sucesso incluem "Shinkirō" em 1980 (750.000 cópias vendidas), "Shojo Kōkai" (1980), "Passion-Lady" (1981), "Ceccile" (1982) e "Setouchi kōshinkyoku (IN THE MOOD)" (1984).
Internacionalmente, a banda é mais conhecida por escrever e interpretar as duas primeiras músicas do anime Hokuto no Ken, "Ai wo Torimodose!!" e "Yuria ... Eien ni". O single original de 1984 vendeu mais de 500.000 cópias, chegando a mais de 1 milhão de cópias, incluindo versões posteriores e relançamentos. As músicas fizeram bastante sucesso e foram usadas em álbuns comemorativos do anime e de outros cantores. O cantor Masaaki Endoh fez um cover de "Ai wo Torimodose!!" para seu álbum ENSON.
Em 1986, Tanaka deixou o Crystal King para iniciar carreira solo. No entanto, em junho de 1989, ele perdeu a voz após ser atingido na garganta por uma bola de beisebol, e nunca mais recuperou seu alcance vocal original de três oitavas. O resto da banda se apresenta como Cross Road (クロスロード, Kurosu Rōdo), reunindo-se ocasionalmente com Tanaka.
A banda se separou em 1995, e o vocalista Yoshisaki continuou se apresentando como Crystal King como um projeto solo.

## Álbuns
- 5 de maio de 1980 - Crystal King
- 21 de dezembro de 1980 - Locus
- 21 de setembro de 1981 - Eleven Carats
- 21 de abril de 1983 - City Adventure
- 21 de junho de 1985 - Moon
- 25 de julho de 1987 - 1968・夏・東京
- 6 de junho de 1996 - Bear Away